# Gagrella triangularis
Gagrella triangularis is een hooiwagen uit de familie Sclerosomatidae.